# NOW벤처캐피털
NOW 벤처 캐피털(NOW Venture Capital) 또는 NOW 주식회사(NOW, Inc.)는 2025년 기준 투자 운용자산 (AUM) 약 1,500억원 이상의 일본 도쿄도 치요다구에 본사가 위치한 벤처 캐피탈(VC). 2020년대 미국의 포브스 (Forbes) 선정 '일본을 대표하는 연속창업가', 미즈호 파이낸셜 그룹 증권 주식회사의 투자은행 부문 출신의 금융권 전문가가 공동대표를 역임하고 있으며, 영국 런던 비즈니스 스쿨 (LBS) MBA 출신 공인회계사(CPA), 미국인 벤처캐피탈리스트 등에 의해 운용되고 있는 VC펀드다.

## 주요 투자처
NOW VC의 투자처는 63사 이상이다.

## 기타
본 벤처캐피탈의 사명 NOW는 Next One for the World의 약자인데, 창업이라는 행위는 기존의 틀에 얽매이지 않고 미지의 영역에 도전하는 것으로 여겨진다. 기업가는, 아직 사회에 존재하지 않는 가치나 구조를 구상해, 그것을 실현하는 것을 목표로 한다. 한편, 투자가는 그러한 기업가의 구상에 공감하고, 자금이나 지견을 제공함으로써, 그 실현을 지원하는 입장에 있다. 이러한 관계성에 있어서, 투자는 단순한 자금 제공에 머무르지 않고, 기업가와 투자가가 함께 리스크를 감수하면서 성과를 목표로 하는 협동적인 측면을 가지는 것으로 여겨진다. 그래서 기업가에 대한 이해와 존중, 그리고 신뢰관계 구축이 중요하다는 NOW의 견해가 있다.